# داليا تونسي
داليا عبد الله تونسي معلمة ومدربة للفلسفة وكاتبة سعودية، هي أول سعودية متخصصة كمعلمة فلسفة للأطفال، وحاصلة على اعتماد منظمة الفلسفة البريطانية (The Philosophy Foundation)، شاركت في وضع منهج الفلسفة والتفكير الناقد لوزارة التعليم السعودية، وأسست مؤسسة بصيرة الأفكار الاستشارية، وهي مديرة للبرامج التعليمية فيها،

## مؤلفاتها
1. كتاب التساؤلات [9][10]
2. مذكرات صائمة [11]
3. التعليل الأخلاقي بين البنيويين والنسبويين.[12]